# Angol labdarúgókupa-győztes klubok listája

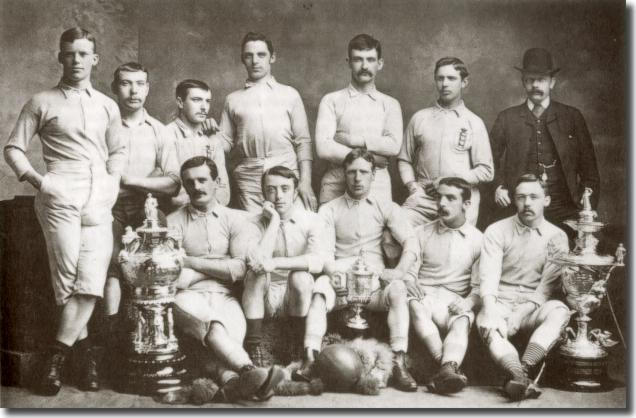
A Blackburn Rovers csapata, akik megnyerték az FA-kupát 1884-ben. A csapatkapitány James Brown (első sor, középen) a trófeával látható.

Az Angol labdarúgókupa (más néven Football Association Challenge Cup vagy ismertebb nevén FA-kupa) egy egyenes kieséses rendszerű kiírás Angliában labdarúgócsapatoknak a The Football Association (FA) szervezésében. A kupa a nevét is a szövetségről kapta. Ez a legrégebbi még működő labdarúgókupa a világon, az első szezonját 1871-ben rendezték. A kiírásban az angol labdarúgó-rendszer legfelső 10 osztályának csapatai indulhatnak, de csak akkor, ha a csapatok stadionja megfelel bizonyos követelményeknek. A szezonok májusban érnek véget az döntővel, amit az angol labdarúgószezon csúcspontjának tartanak.
A legtöbb győzelemmel a kupa történetében a 14 eksőségnél járó Arsenal rendelkezik, őket követi a Manchester United 12, és a Tottenham Hotspur 8 győzelemmel. A kupát két vagy több egymás utáni alkalommal nyolcszor nyerték meg, három csapat, a Wanderers, a Blackburn Rovers és a Tottenham Hotspur nyert egymás utáni döntőket többször is. A kupa jelenlegi címvédője a Leicester City, akik a Chelsea-t győzték le a 2021-es döntőben.

## Történet
Az első szezon győztese a Wanderers volt, a londoni csapat ötször hódította el a kupát az első hét szezon alatt. A kiírás legelső győztesei amatőr csapatok voltak Nyugat-Angliából, de az 1883-as döntőben a Blackburn Olympic lett az első északi csapat, akik megnyerték a kupát, miután az Old Etonians csapatát győzték le.
A profizmus megjelenésével az amatőr csapatok már nem tudtak kiemelkedően teljesíteni a kiírásban, mint korábban. A vezető profi csapatok 1888-ban megalapították a The Football League-et. Azóta egy ligán kívüli csapat nyerte meg a kupát: a Tottenham Hotspur a Southern League-ből, akik a Football League-tag Sheffield Unitedet győzték le az 1901-es döntőben. Egy évvel később a Sheffield Unitednek ismét sikerült bekerülnie a döntőbe, és meg is nyerték a kupát, ami az északi csapatoknál maradt egészen 1921-ig, mikor a Tottenham ismét diadalmaskodott. 1927-ben a Cardiff City, akik annak ellenére, hogy walesi csapat, az angol rendszerben játszanak, megnyerte a kupát, így ők lettek az egyedüli nem angol győztesek. A skót Queens Park a verseny első éveiben kétszer is bejutott a döntőbe.
A Newcastle United rövid ideig uralta a kupát az 1950-es években, öt év alatt háromszor nyertek, az 1960-as években pedig a Tottenham Hotspur ért el hasonló sikereket, hét szezon alatt szintén három alkalommal hódították el a kupát. Ez jelentette a londoni klubok sikeres időszakának kezdetét: 11-szer nyertek kupát 22 szezon alatt. Az angol labdarúgás második szintjéből (akkor Second Division) érkező csapatok 1973 és 1980 között értek el rendkívüli sikereket a kupában. A Sunderland 1973-ban, a Southampton 1976-ban, a West Ham United 1980-ban nyert kupát, ez a három legfrissebb győzelem alsóbb osztályú csapattól. Mióta a Wimbledon 1988-ban váratlanul megnyerte a kupát, az úgynevezett "Nagy négyes", a Manchester United, a Liverpool, az Arsenal és a Chelsea közül került ki a győztes 20 szezon alatt 17-szer.

## Döntők
1999-ig a döntőt egy későbbi időpontban újrajátszották, ha döntetlen lett a végeredmény; azóta a döntőket döntetlen esetén még azon a mérkőzésen büntetőpárbajjal döntik el. A versenyt nem rendezték meg az első és a második világháború alatt, az 1914–15 szezont azonban teljesen megtartották, az 1939–40 szezont pedig a selejtezőköröknél függesztették fel.
| Szezon    | Győztes                                            | Eredmény                                           | Második                                            | Helyszín                                           | Nézőszám                                           |
| --------- | -------------------------------------------------- | -------------------------------------------------- | -------------------------------------------------- | -------------------------------------------------- | -------------------------------------------------- |
| 1871–72   | Wanderers                                          | 1–0                                                | Royal Engineers                                    | Kennington Oval, London                            | 2 000                                              |
| 1872–73   | Wanderers                                          | 2–0                                                | Oxford University                                  | Lillie Bridge, London                              | 3 000                                              |
| 1873–74   | Oxford University                                  | 2–0                                                | Royal Engineers                                    | Kennington Oval, London                            | 2 000                                              |
| 1874–75   | Royal Engineers                                    | 1–1*                                               | Old Etonians                                       | Kennington Oval, London                            | 3 000                                              |
|           | Royal Engineers                                    | 2–0 (új.)                                          | Old Etonians                                       | Kennington Oval, London                            | 3 000                                              |
| 1875–76   | Wanderers                                          | 1–1*                                               | Old Etonians                                       | Kennington Oval, London                            | 3 000                                              |
|           | Wanderers                                          | 3–0 (új.)                                          | Old Etonians                                       | Kennington Oval, London                            | 3 500                                              |
| 1876–77   | Wanderers                                          | 2–1*                                               | Oxford University                                  | Kennington Oval, London                            | 3 000                                              |
| 1877–78   | Wanderers                                          | 3–1                                                | Royal Engineers                                    | Kennington Oval, London                            | 4 500                                              |
| 1878–79   | Old Etonians                                       | 1–0                                                | Clapham Rovers                                     | Kennington Oval, London                            | 5 000                                              |
| 1879–80   | Clapham Rovers                                     | 1–0                                                | Oxford University                                  | Kennington Oval, London                            | 6 000                                              |
| 1880–81   | Old Carthusians                                    | 3–0                                                | Old Etonians                                       | Kennington Oval, London                            | 4 500                                              |
| 1881–82   | Old Etonians                                       | 1–0                                                | Blackburn Rovers                                   | Kennington Oval, London                            | 6 000                                              |
| 1882–83   | Blackburn Olympic                                  | 2–1*                                               | Old Etonians                                       | Kennington Oval, London                            | 8 000                                              |
| 1883–84   | Blackburn Rovers                                   | 2–1                                                | Queen's Park                                       | Kennington Oval, London                            | 12 000                                             |
| 1884–85   | Blackburn Rovers                                   | 2–0                                                | Queen's Park                                       | Kennington Oval, London                            | 15 000                                             |
| 1885–86   | Blackburn Rovers                                   | 0–0*                                               | West Bromwich Albion                               | Kennington Oval, London                            | 15 156                                             |
|           | Blackburn Rovers                                   | 2–0 (új.)                                          | West Bromwich Albion                               | County Cricket Ground, Derby                       | 16 144                                             |
| 1886–87   | Aston Villa                                        | 2–0                                                | West Bromwich Albion                               | Kennington Oval, London                            | 15 534                                             |
| 1887–88   | West Bromwich Albion                               | 2–1                                                | Preston North End                                  | Kennington Oval, London                            | 19 000                                             |
| 1888–89   | Preston North End                                  | 3–0                                                | Wolverhampton Wanderers                            | Bramall Lane, Sheffield                            | 22 250                                             |
| 1889–90   | Blackburn Rovers                                   | 6–1                                                | Sheffield Wednesday                                | Kennington Oval, London                            | 20 000                                             |
| 1890–91   | Blackburn Rovers                                   | 3–1                                                | Notts County                                       | Kennington Oval, London                            | 23 000                                             |
| 1891–92   | West Bromwich Albion                               | 3–0                                                | Aston Villa                                        | Kennington Oval, London                            | 32 810                                             |
| 1892–93   | Wolverhampton Wanderers                            | 1–0                                                | Everton                                            | Fallowfield, Manchester                            | 45 067                                             |
| 1893–94   | Notts County                                       | 4–1                                                | Bolton Wanderers                                   | Goodison Park, Liverpool                           | 37 000                                             |
| 1894–95   | Aston Villa                                        | 1–0                                                | West Bromwich Albion                               | Crystal Palace, London                             | 42 562                                             |
| 1895–96   | Sheffield Wednesday                                | 2–1                                                | Wolverhampton Wanderers                            | Crystal Palace, London                             | 48 836                                             |
| 1896–97   | Aston Villa                                        | 3–2                                                | Everton                                            | Crystal Palace, London                             | 65 891                                             |
| 1897–98   | Nottingham Forest                                  | 3–1                                                | Derby County                                       | Crystal Palace, London                             | 62 017                                             |
| 1898–99   | Sheffield United                                   | 4–1                                                | Derby County                                       | Crystal Palace, London                             | 73 833                                             |
| 1899–1900 | Bury                                               | 4–0                                                | Southampton                                        | Crystal Palace, London                             | 75 000                                             |
| 1900–01   | Tottenham Hotspur                                  | 2–2*                                               | Sheffield United                                   | Crystal Palace, London                             | 110 802                                            |
|           | Tottenham Hotspur                                  | 3–1 (új.)                                          | Sheffield United                                   | Burnden Park, Bolton                               | 20 470                                             |
| 1901–02   | Sheffield United                                   | 1–1                                                | Southampton                                        | Crystal Palace, London                             | 76 914                                             |
|           | Sheffield United                                   | 2–1 (új.)                                          | Southampton                                        | Crystal Palace, London                             | 36 794                                             |
| 1902–03   | Bury                                               | 6–0                                                | Derby County                                       | Crystal Palace, London                             | 63 102                                             |
| 1903–04   | Manchester City                                    | 1–0                                                | Bolton Wanderers                                   | Crystal Palace, London                             | 61 374                                             |
| 1904–05   | Aston Villa                                        | 2–0                                                | Newcastle United                                   | Crystal Palace, London                             | 101 117                                            |
| 1905–06   | Everton                                            | 1–0                                                | Newcastle United                                   | Crystal Palace, London                             | 75 609                                             |
| 1906–07   | Sheffield Wednesday                                | 2–1                                                | Everton                                            | Crystal Palace, London                             | 84 584                                             |
| 1907–08   | Wolverhampton Wanderers                            | 3–1                                                | Newcastle United                                   | Crystal Palace, London                             | 65 000                                             |
| 1908–09   | Manchester United                                  | 1–0                                                | Bristol City                                       | Crystal Palace, London                             | 71 401                                             |
| 1909–10   | Newcastle United                                   | 1–1*                                               | Barnsley                                           | Crystal Palace, London                             | 76 980                                             |
|           | Newcastle United                                   | 2–0 (új.)                                          | Barnsley                                           | Goodison Park, Liverpool                           | 55 364                                             |
| 1910–11   | Bradford City                                      | 0–0*                                               | Newcastle United                                   | Crystal Palace, London                             | 69 800                                             |
|           | Bradford City                                      | 1–0 (új.)                                          | Newcastle United                                   | Old Trafford, Manchester                           | 66 646                                             |
| 1911–12   | Barnsley                                           | 0–0*                                               | West Bromwich Albion                               | Crystal Palace, London                             | 55 213                                             |
|           | Barnsley                                           | 1–0 (új.)                                          | West Bromwich Albion                               | Bramall Lane, Sheffield                            | 38 555                                             |
| 1912–13   | Aston Villa                                        | 1–0                                                | Sunderland                                         | Crystal Palace, London                             | 121 919                                            |
| 1913–14   | Burnley                                            | 1–0                                                | Liverpool                                          | Crystal Palace, London                             | 72 778                                             |
| 1914–15   | Sheffield United                                   | 3–0                                                | Chelsea                                            | Old Trafford, Manchester                           | 49 557                                             |
| 1916–1919 | Az első világháború alatt nem voltak mérkőzések.   | Az első világháború alatt nem voltak mérkőzések.   | Az első világháború alatt nem voltak mérkőzések.   | Az első világháború alatt nem voltak mérkőzések.   | Az első világháború alatt nem voltak mérkőzések.   |
| 1919–20   | Aston Villa                                        | 1–0                                                | Huddersfield Town                                  | Stamford Bridge, London                            | 50 018                                             |
| 1920–21   | Tottenham Hotspur                                  | 1–0                                                | Wolverhampton Wanderers                            | Stamford Bridge, London                            | 72 805                                             |
| 1921–22   | Huddersfield Town                                  | 1–0                                                | Preston North End                                  | Stamford Bridge, London                            | 53 710                                             |
| 1922–23   | Bolton Wanderers                                   | 2–0                                                | West Ham United                                    | Wembley Stadion, London                            | 126 047                                            |
| 1923–24   | Newcastle United                                   | 2–0                                                | Aston Villa                                        | Wembley Stadion, London                            | 91 645                                             |
| 1924–25   | Sheffield United                                   | 1–0                                                | Cardiff City                                       | Wembley Stadion, London                            | 91 763                                             |
| 1925–26   | Bolton Wanderers                                   | 1–0                                                | Manchester City                                    | Wembley Stadion, London                            | 91 447                                             |
| 1926–27   | Cardiff City                                       | 1–0                                                | Arsenal                                            | Wembley Stadion, London                            | 91 206                                             |
| 1927–28   | Blackburn Rovers                                   | 3–1                                                | Huddersfield Town                                  | Wembley Stadion, London                            | 92 041                                             |
| 1928–29   | Bolton Wanderers                                   | 2–0                                                | Portsmouth                                         | Wembley Stadion, London                            | 92 576                                             |
| 1929–30   | Arsenal                                            | 2–0                                                | Huddersfield Town                                  | Wembley Stadion, London                            | 92 488                                             |
| 1930–31   | West Bromwich Albion                               | 2–1                                                | Birmingham City                                    | Wembley Stadion, London                            | 90 368                                             |
| 1931–32   | Newcastle United                                   | 2–1                                                | Arsenal                                            | Wembley Stadion, London                            | 92 298                                             |
| 1932–33   | Everton                                            | 3–0                                                | Manchester City                                    | Wembley Stadion, London                            | 92 950                                             |
| 1933–34   | Manchester City                                    | 2–1                                                | Portsmouth                                         | Wembley Stadion, London                            | 93 258                                             |
| 1934–35   | Sheffield Wednesday                                | 4–2                                                | West Bromwich Albion                               | Wembley Stadion, London                            | 92 204                                             |
| 1935–36   | Arsenal                                            | 1–0                                                | Sheffield United                                   | Wembley Stadion, London                            | 93 384                                             |
| 1936–37   | Sunderland                                         | 3–1                                                | Preston North End                                  | Wembley Stadion, London                            | 93 495                                             |
| 1937–38   | Preston North End                                  | 1–0*                                               | Huddersfield Town                                  | Wembley Stadion, London                            | 93 497                                             |
| 1938–39   | Portsmouth                                         | 4–1                                                | Wolverhampton Wanderers                            | Wembley Stadion, London                            | 99 370                                             |
| 1940–1945 | A második világháború alatt nem voltak mérkőzések. | A második világháború alatt nem voltak mérkőzések. | A második világháború alatt nem voltak mérkőzések. | A második világháború alatt nem voltak mérkőzések. | A második világháború alatt nem voltak mérkőzések. |
| 1945–46   | Derby County                                       | 4–1*                                               | Charlton                                           | Wembley Stadion London                             | 98 215                                             |
| 1846–47   | Charlton                                           | 1–0*                                               | Burnley                                            | Wembley Stadion, London                            | 98 215                                             |
| 1947–48   | Manchester United                                  | 4–2                                                | Blackpool                                          | Wembley Stadion, London                            | 99 000                                             |
| 1948–49   | Wolverhampton Wanderers                            | 3–1                                                | Leicester City                                     | Wembley Stadion, London                            | 98 920                                             |
| 1949–50   | Arsenal                                            | 2–0                                                | Liverpool                                          | Wembley Stadion, London                            | 100 000                                            |
| 1950–51   | Newcastle United                                   | 2–0                                                | Blackpool                                          | Wembley Stadion, London                            | 100 000                                            |
| 1951–52   | Newcastle United                                   | 1–0                                                | Arsenal                                            | Wembley Stadion, London                            | 100 000                                            |
| 1952–53   | Blackpool                                          | 4–3                                                | Bolton Wanderers                                   | Wembley Stadion, London                            | 100 000                                            |
| 1953–54   | West Bromwich Albion                               | 3–2                                                | Preston North End                                  | Wembley Stadion, London                            | 99 852                                             |
| 1954–55   | Newcastle United                                   | 3–1                                                | Manchester City                                    | Wembley Stadion, London                            | 100 000                                            |
| 1955–56   | Manchester City                                    | 3–1                                                | Birmingham City                                    | Wembley Stadion, London                            | 98 982                                             |
| 1956–57   | Aston Villa                                        | 2–1                                                | Manchester United                                  | Wembley Stadion, London                            | 99 225                                             |
| 1957–58   | Bolton Wanderers                                   | 2–0                                                | Manchester United                                  | Wembley Stadion, London                            | 100 000                                            |
| 1958–59   | Nottingham Forest                                  | 2–1                                                | Luton Town                                         | Wembley Stadion, London                            | 100 000                                            |
| 1959–60   | Wolverhampton Wanderers                            | 3–0                                                | Blackburn Rovers                                   | Wembley Stadion, London                            | 100 000                                            |
| 1960–61   | Tottenham Hotspur                                  | 2–0                                                | Leicester City                                     | Wembley Stadion, London                            | 100 000                                            |
| 1961–62   | Tottenham Hotspur                                  | 3–1                                                | Burnley                                            | Wembley Stadion, London                            | 100 000                                            |
| 1962–63   | Manchester United                                  | 3–1                                                | Leicester City                                     | Wembley Stadion, London                            | 100 000                                            |
| 1963–64   | West Ham United                                    | 3–2                                                | Preston North End                                  | Wembley Stadion, London                            | 100 000                                            |
| 1964–65   | Liverpool                                          | 2–1*                                               | Leeds United                                       | Wembley Stadion, London                            | 100 000                                            |
| 1965–66   | Everton                                            | 3–2                                                | Sheffield Wednesday                                | Wembley Stadion, London                            | 100 000                                            |
| 1966–67   | Tottenham Hotspur                                  | 2–1                                                | Chelsea                                            | Wembley Stadion, London                            | 100 000                                            |
| 1967–68   | West Bromwich Albion                               | 1–0*                                               | Everton                                            | Wembley Stadion, London                            | 99 665                                             |
| 1968–69   | Manchester City                                    | 1–0                                                | Leicester City                                     | Wembley Stadion, London                            | 100 000                                            |
| 1969–70   | Chelsea                                            | 2–2*                                               | Leeds United                                       | Wembley Stadion, London                            | 100 000                                            |
|           | Chelsea                                            | 2–1* (új.)                                         | Leeds United                                       | Old Trafford, Manchester                           | 62 078                                             |
| 1970–71   | Arsenal                                            | 2–1*                                               | Liverpool                                          | Wembley Stadion, London                            | 100 000                                            |
| 1971–72   | Leeds United                                       | 1–0                                                | Arsenal                                            | Wembley Stadion, London                            | 100 000                                            |
| 1972–73   | Sunderland                                         | 1–0                                                | Leeds United                                       | Wembley Stadion, London                            | 100 000                                            |
| 1973–74   | Liverpool                                          | 3–0                                                | Newcastle United                                   | Wembley Stadion, London                            | 100 000                                            |
| 1974–75   | West Ham United                                    | 2–0                                                | Fulham                                             | Wembley Stadion, London                            | 100 000                                            |
| 1975–76   | Southampton                                        | 1–0                                                | Manchester United                                  | Wembley Stadion, London                            | 100 000                                            |
| 1976–77   | Manchester United                                  | 2–1                                                | Liverpool                                          | Wembley Stadion, London                            | 100 000                                            |
| 1977–78   | Ipswich Town                                       | 1–0                                                | Arsenal                                            | Wembley Stadion, London                            | 100 000                                            |
| 1978–79   | Arsenal                                            | 3–2                                                | Manchester United                                  | Wembley Stadion, London                            | 100 000                                            |
| 1979–80   | West Ham United                                    | 1–0                                                | Arsenal                                            | Wembley Stadion, London                            | 100 000                                            |
| 1980–81   | Tottenham Hotspur                                  | 1–1*                                               | Manchester City                                    | Wembley Stadion, London                            | 100 000                                            |
|           | Tottenham Hotspur                                  | 3–2 (új.)                                          | Manchester City                                    | Wembley Stadion, London                            | 96 000                                             |
| 1981–82   | Tottenham Hotspur                                  | 1–1*                                               | Queens Park Rangers                                | Wembley Stadion, London                            | 100 000                                            |
|           | Tottenham Hotspur                                  | 1–0 (új.)                                          | Queens Park Rangers                                | Wembley Stadion, London                            | 92 000                                             |
| 1982–83   | Manchester United                                  | 2–2*                                               | Brighton & Hove Albion                             | Wembley Stadion, London                            | 100 000                                            |
|           | Manchester United                                  | 4–0 (új.)                                          | Brighton & Hove Albion                             | Wembley Stadion, London                            | 92 000                                             |
| 1983–84   | Everton                                            | 2–0                                                | Watford                                            | Wembley Stadion, London                            | 100 000                                            |
| 1984–85   | Manchester United                                  | 1–0*                                               | Everton                                            | Wembley Stadion, London                            | 100 000                                            |
| 1985–86   | Liverpool                                          | 3–1                                                | Everton                                            | Wembley Stadion, London                            | 98 000                                             |
| 1986–87   | Coventry City                                      | 3–2*                                               | Tottenham Hotspur                                  | Wembley Stadion, London                            | 98 000                                             |
| 1987–88   | Wimbledon                                          | 1–0                                                | Liverpool                                          | Wembley Stadion, London                            | 98 203                                             |
| 1988–89   | Liverpool                                          | 3–2*                                               | Everton                                            | Wembley Stadion, London                            | 82 800                                             |
| 1989–90   | Manchester United                                  | 3–3*                                               | Crystal Palace                                     | Wembley Stadion, London                            | 80 000                                             |
|           | Manchester United                                  | 1–0 (új.)                                          | Crystal Palace                                     | Wembley Stadion, London                            | 80 000                                             |
| 1990–91   | Tottenham Hotspur                                  | 2–1*                                               | Nottingham Forest                                  | Wembley Stadion, London                            | 80 000                                             |
| 1991–92   | Liverpool                                          | 2–0                                                | Sunderland                                         | Wembley Stadion, London                            | 79 544                                             |
| 1992–93   | Arsenal                                            | 1–1*                                               | Sheffield Wednesday                                | Wembley Stadion, London                            | 79 347                                             |
|           | Arsenal                                            | 2–1 (új.)                                          | Sheffield Wednesday                                | Wembley Stadion, London                            | 62 267                                             |
| 1993–94   | Manchester United                                  | 4–0                                                | Chelsea                                            | Wembley Stadion, London                            | 79 634                                             |
| 1994–95   | Everton                                            | 1–0                                                | Manchester United                                  | Wembley Stadion, London                            | 79 592                                             |
| 1995–96   | Manchester United                                  | 1–0                                                | Liverpool                                          | Wembley Stadion, London                            | 79 007                                             |
| 1996–97   | Chelsea                                            | 2–0                                                | Middlesbrough                                      | Wembley Stadion, London                            | 79 160                                             |
| 1997–98   | Arsenal                                            | 2–0                                                | Newcastle United                                   | Wembley Stadion, London                            | 79 183                                             |
| 1998–99   | Manchester United                                  | 2–0                                                | Newcastle United                                   | Wembley Stadion, London                            | 79 101                                             |
| 1999–2000 | Chelsea                                            | 1–0                                                | Aston Villa                                        | Wembley Stadion, London                            | 78 217                                             |
| 2000–01   | Liverpool                                          | 2–1                                                | Arsenal                                            | Millennium Stadion, Cardiff                        | 74 200                                             |
| 2001–02   | Arsenal                                            | 2–0                                                | Chelsea                                            | Millennium Stadion, Cardiff                        | 73 963                                             |
| 2002–03   | Arsenal                                            | 1–0                                                | Southampton                                        | Millennium Stadion, Cardiff                        | 73 726                                             |
| 2003–04   | Manchester United                                  | 3–0                                                | Millwall                                           | Millennium Stadion, Cardiff                        | 71 350                                             |
| 2004–05   | Arsenal                                            | 0–0* (5–4 tiz.)                                    | Manchester United                                  | Millennium Stadion, Cardiff                        | 71 876                                             |
| 2005–06   | Liverpool                                          | 3–3* (3–1 tiz.)                                    | West Ham United                                    | Millennium Stadion, Cardiff                        | 71 140                                             |
| 2006–07   | Chelsea                                            | 1–0*                                               | Manchester United                                  | Wembley Stadion, London                            | 89 826                                             |
| 2007–08   | Portsmouth                                         | 1–0                                                | Cardiff City                                       | Wembley Stadion, London                            | 89 874                                             |
| 2008–09   | Chelsea                                            | 2–1                                                | Everton                                            | Wembley Stadion, London                            | 89 391                                             |
| 2009–10   | Chelsea                                            | 1–0                                                | Portsmouth                                         | Wembley Stadion, London                            | 88 335                                             |
| 2010–11   | Manchester City                                    | 1–0                                                | Stoke City                                         | Wembley Stadion, London                            | 88 643                                             |
| 2011–12   | Chelsea                                            | 2–1                                                | Liverpool                                          | Wembley Stadion, London                            | 89 102                                             |
| 2012–13   | Wigan Atletic                                      | 1–0                                                | Manchester City                                    | Wembley Stadion, London                            | 86 254                                             |
| 2013–14   | Arsenal                                            | 3–2*                                               | Hull City                                          | Wembley Stadion, London                            | 89 345                                             |
| 2014–15   | Arsenal                                            | 4–0                                                | Aston Villa                                        | Wembley Stadion, London                            | 89 283                                             |
| 2015–16   | Manchester United                                  | 2–1                                                | Crystal Palace                                     | Wembley Stadion, London                            | 88 619                                             |
| 2016–17   | Arsenal                                            | 2–1                                                | Chelsea                                            | Wembley Stadion, London                            | 89 472                                             |
| 2017–18   | Chelsea                                            | 1–0                                                | Manchester United                                  | Wembley Stadion, London                            | 87 647                                             |
| 2018–19   | Manchester City                                    | 6–0                                                | Watford                                            | Wembley Stadion, London                            | 85 854                                             |
| 2019–20   | Arsenal                                            | 2–1                                                | Chelsea                                            | Wembley Stadion, London                            | 0                                                  |
| 2020–21   | Leicester City                                     | 1–0                                                | Chelsea                                            | Wembley Stadion, London                            | 21 000                                             |

Magyarázat:
- A *-gal jelölt mérkőzéseken hosszabbításra volt szükség.
- új.=újrajátszás. 1999-ig döntetlen esetén megismételték a mérkőzést.
- A dőlt betűvel írt csapatok már megszűntek.
- A félkövérrel írt győztesek ugyanabban az évben angol bajnoki címet is szereztek.

1 Az 1923-as döntő hivatalos nézőszáma 126 047 volt, de a tényleges szám 150 000 és 300 000 közöttire becsülhető.

## Eredmények klubok szerint
A dőlt betűvel írt nevű csapatok már nem léteznek.

|                        | Csapat                  | Győzelmek | Legutolsó győzelem | Ezüstérmek | Legutolsó ezüstérem |
| ---------------------- | ----------------------- | --------- | ------------------ | ---------- | ------------------- |
| 1                      | Arsenal                 | 14        | 2020               | 7          | 2001                |
| 2                      | Manchester United       | 13        | 2024               | 8          | 2023                |
| 3                      | Tottenham Hotspur       | 8         | 1991               | 1          | 1987                |
| 4                      | Chelsea                 | 8         | 2018               | 8          | 2021                |
| 5                      | Liverpool               | 7         | 2006               | 7          | 2012                |
| 5                      | Aston Villa             | 7         | 1957               | 4          | 2015                |
| 7                      | Newcastle United        | 6         | 1955               | 7          | 1999                |
| 7                      | Blackburn Rovers        | 6         | 1928               | 2          | 1960                |
| 9                      | Everton                 | 5         | 1995               | 8          | 2009                |
| 9                      | West Bromwich Albion    | 5         | 1968               | 5          | 1935                |
| 9                      | Manchester City         | 7         | 2023               | 5          | 2024                |
| 9                      | Wanderers               | 5         | 1878               | 0          |                     |
| 12                     | Wolverhampton Wanderers | 4         | 1960               | 4          | 1939                |
| 12                     | Bolton Wanderers        | 4         | 1958               | 3          | 1953                |
| 12                     | Sheffield United        | 4         | 1925               | 2          | 1936                |
| 16                     | Sheffield Wednesday     | 3         | 1935               | 3          | 1993                |
| 16                     | West Ham United         | 3         | 1980               | 2          | 2006                |
| 18                     | Preston North End       | 2         | 1938               | 4          | 1964                |
| 18                     | Old Etonians            | 2         | 1882               | 3          | 1883                |
| 18                     | Sunderland              | 2         | 1973               | 3          | 1992                |
| 18                     | Portsmouth              | 2         | 2008               | 2          | 2010                |
| 18                     | Nottingham Forest       | 2         | 1959               | 1          | 1991                |
| 18                     | Bury                    | 2         | 1903               | 0          |                     |
| 24                     | Huddersfield Town       | 1         | 1922               | 4          | 1938                |
| 24                     | Leicester City          | 1         | 2021               | 4          | 1969                |
| 24                     | Royal Engineers         | 1         | 1875               | 3          | 1878                |
| 24                     | Derby County            | 1         | 1946               | 3          | 1903                |
| 24                     | Leeds United            | 1         | 1972               | 3          | 1973                |
| 24                     | Southampton             | 1         | 1976               | 3          | 2003                |
| 24                     | Oxford University       | 1         | 1874               | 3          | 1880                |
| 24                     | Burnley                 | 1         | 1914               | 2          | 1962                |
| 24                     | Blackpool               | 1         | 1953               | 2          | 1951                |
| 24                     | Cardiff City            | 1         | 1927               | 2          | 2008                |
| 24                     | Clapham Rovers          | 1         | 1880               | 1          | 1879                |
| 24                     | Notts County            | 1         | 1894               | 1          | 1891                |
| 24                     | Barnsley                | 1         | 1912               | 1          | 1910                |
| 24                     | Charlton                | 1         | 1947               | 1          | 1946                |
| 24                     | Old Carthusians         | 1         | 1881               | 0          |                     |
| 24                     | Blackburn Olympic       | 1         | 1883               | 0          |                     |
| 24                     | Bradford City           | 1         | 1911               | 0          |                     |
| 24                     | Ipswich Town            | 1         | 1978               | 0          |                     |
| 24                     | Coventry City           | 1         | 1987               | 0          |                     |
| 24                     | Wimbledon               | 1         | 1988               | 0          |                     |
| 24                     | Wigan Athletic          | 1         | 2013               | 0          |                     |
| 43                     |                         |           |                    |            |                     |
| Birmingham City        | 0                       |           | 2                  | 1956       |                     |
| Queen's Park           | 0                       |           | 2                  | 1885       |                     |
| Crystal Palace         | 0                       |           | 2                  | 2016       |                     |
| Bristol City           | 0                       |           | 1                  | 1909       |                     |
| Luton Town             | 0                       |           | 1                  | 1959       |                     |
| Fulham                 | 0                       |           | 1                  | 1975       |                     |
| Queens Park Rangers    | 0                       |           | 1                  | 1982       |                     |
| Brighton & Hove Albion | 0                       |           | 1                  | 1983       |                     |
| Watford                | 0                       |           | 2                  | 2019       |                     |
| Middlesbrough          | 0                       |           | 1                  | 1997       |                     |
| Millwall               | 0                       |           | 1                  | 2004       |                     |
| Hull City              | 0                       |           | 1                  | 2014       |                     |

## Külső hivatkozások
- FA-kupa-döntők statisztikája az TheFA.com-on
- FA-kupa archívum az TheFA.com-on